# Kathryn Carver
Pour les articles homonymes, voir Carver.
Catherine Drum, connue sous le nom de scène Kathryn Carver (née  le 24 août 1899 à New York et morte le 17 juillet 1947 dans la même ville) est une actrice américaine de la période du cinéma muet,. 

## Biographie
À ses débuts, Catherine Drum est connue sous le nom de scène de Kathryn Hill du nom de son premier mari le photographe Ira Lawrence Hill.
Divorcée en 1927, elle épouse l'acteur Adolphe Menjou à Paris en mai 1928 dont elle divorcera en 1934. Elle apparaîtra ensuite sous le nom de Kathryn Carver Hall en référence à son dernier époux Paul Vincent Hall.
Elle meurt à l'hôpital Horace Harding de Long Island et est enterrée au Mount Saint Mary Cemetery situé dans le même quartier de New York.

## Filmographie
La filmographie de Kathryn Carver, comprend les films suivants :
- 1925 : Le Fils prodigue de Raoul Walsh
- 1926 : Le Dernier de sa race (The Yankee Señor) d'Emmett J. Flynn
- 1926 : When Love Grows Cold (en) de Harry O. Hoyt
- 1927 : Méfiez-vous des veuves (Beware of Widows) de Wesley Ruggles
- 1927 : Monsieur Albert (Service for Ladies) de Harry d'Abbadie d'Arrast
- 1927 : Sérénade (Serenade) de Harry d'Abbadie d'Arrast
- 1928 : Outcast (en) de William A. Seiter
- 1928 : Sa vie privée (His Private Life) de Frank Tuttle
- 1929 : No Defense de Lloyd Bacon

## Galerie de photos

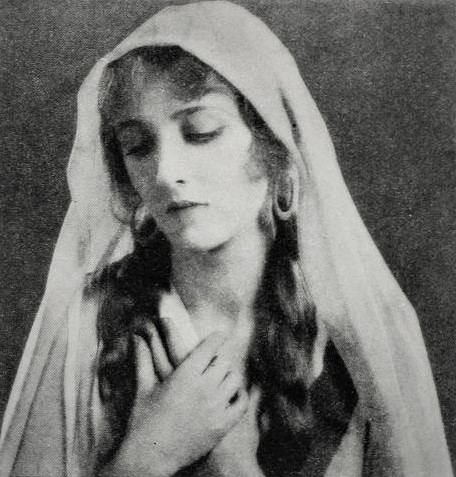
Kathryn Carver en juillet 1925.
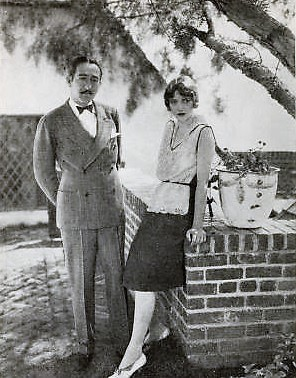
Kathryn Carver et son mari Adolphe Menjou, en décembre 1927.
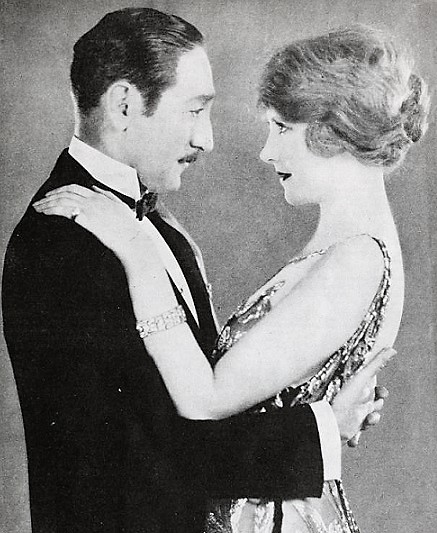
Kathryn Carver et Adolphe Menjou, en août 1927.

## Crédit d'auteurs
- (en) Cet article est partiellement ou en totalité issu de l’article de Wikipédia en anglais intitulé « Kathryn Carver » (voir la liste des auteurs).